# Al-Farabi-Universität
Die Kasachische Nationale Al-Farabi-Universität (kasachisch Әл-Фараби атындағы Қазақ ұлттық университеті Äl-Farabi atyndağy Qazaq ūlttyq universitetı, russisch Казахский национальный университет имени аль-Фараби) ist eine Universität im kasachischen Almaty. Gegründet wurde sie 1934 als eine der ersten Universitäten in Zentralasien und im heutigen Kasachstan. Benannt ist sie nach dem islamischen Gelehrten und Philosophen al-Fārābī. In Universitätsrankings belegt die Universität regelmäßig den ersten Platz unter den besten Universitäten des Landes.

## Geschichte

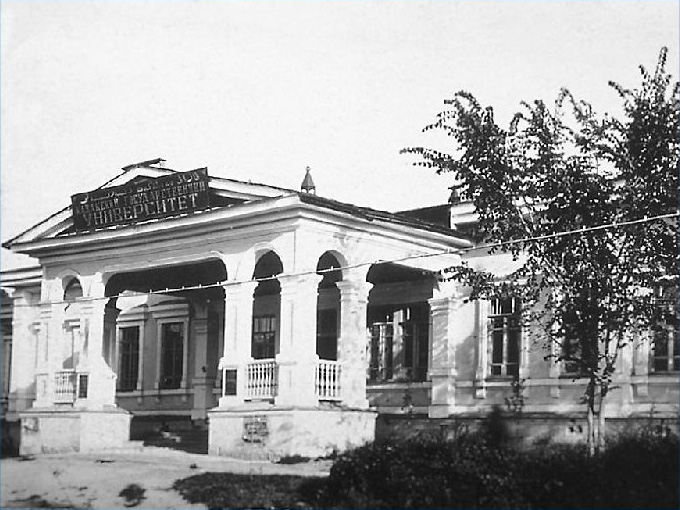
Das Gebäude des Gymnasiums von Alma-Ata, in dem sich die Universität 1934 befand

Die Universität wurde am 15. Januar 1934 gegründet. An diesem Tag nahm sie mit 54 Studenten den Lehrbetrieb auf. Sie verfügte zuerst nur über eine biologische und eine physikalisch-mathematischen Fakultät, die beide im historischen Gebäude des ehemaligen Gymnasiums der Stadt untergebracht waren. Am 1. September wurde die Fakultät für Chemie gegründet. Am 2. Dezember des Jahres wurde die Universität nach dem sowjetischen Staats- und Parteifunktionär Sergei Kirow benannt und trug seitdem den Namen Kasachische Staatliche Kirow-Universität.
1937 wurden die Fakultät für Geisteswissenschaften, die Fakultät für Fremdsprachen und die Fakultät für Philologie eingerichtet. Im Februar 1938 wurde an der Universität ein akademischer Rat eingerichtet, wodurch die Einrichtung das Recht bekam, akademische Grade zu verleihen. 1941 entstand durch die Eingliederung des Kasachischen Kommunistischen Instituts für Journalismus die Fakultät für Journalismus. Auch in den folgenden Jahren entstanden weitere Fakultäten an der Universität: 1947 die Fakultät für Geographie und 1949 die Fakultät für Philosophie und Wirtschaftslehre. Die juristische Fakultät entstand 1955 durch die Eingliederung des vorher unabhängigen Juristischen Instituts in die Universität. 1958 bezog die Universität ein neues Gebäude im Zentrum der Stadt, in dem zuvor die Regierung der Kasachischen SSR residierte.
Da die Universität weiterhin wuchs und eine größer werdende Anzahl an Studierenden untergebracht werden musste, mussten neue Räumlichkeiten gefunden werden. Der damalige Rektor Asqar Sakarin, der zuvor auch Bildungsminister der Kasachischen SSR und stellvertretender Vorsitzender des Ministerrates gewesen war, setzte sich intensiv für den Bau eines neuen Universitätscampus ein. So wurde 1966 beschlossen, ein 70 Hektar großes Gelände im Süden der Stadt für den Bau von Lehrgebäuden zu reservieren.
Im Dezember 1970 traf der Ministerrat die Entscheidung für den Baubeginn der ersten Phase des Universitätskomplexes. Im April 1971 erfolgte die Grundsteinlegung für das Hauptgebäude auf dem neuen Campus. Anfang der 1980er Jahre wurden mehrere Studentenwohnheime, die Gebäude der Fakultäten für Biologie und Geografie sowie weitere Wirtschaftsgebäude in betrieb genommen. Das 17-stöckige Gebäude der Universitätsverwaltung war zu dieser Zeit das höchste Gebäude der Stadt. In den 1980er Jahren bestand das Personal bereits aus 1180 Mitarbeitern und mehr als 100 Doktoren und Professoren. 1971 wurde die Universität mit dem Orden des Roten Banners der Arbeit ausgezeichnet.
Nach dem Zusammenbruch der Sowjetunion und der Unabhängigkeit Kasachstans 1991 legte die Universität den Namen von Sergei Kirow ab, den sie seit 1934 getragen hatte. Stattdessen wurde sie zu Ehren des muslimischen Philosophen und Gelehrten Abu Nasyr ibn al-Farabi benannt. Auch die Realisierung der zweiten Phase des Campus wurde aufgeschoben. Am 5. Juli 2001 wurde sie in den Status einer nationalen Universität erhoben und der Name in Kasachische Nationale Al-Farabi-Universität geändert. 2005 wurde der Bau der zweiten Phase des Universitätscampus wieder aufgenommen, in dessen Folge weitere Fakultäts- und Wirtschaftsgebäude entstanden.
Studenten stellten 2016 Al-Farabi 1, einen Kleinsatelliten her, der am 15. Februar 2017 auf einer indischen Rakete gestartet wurde.

## Fakultäten
Die heutige Universität besteht aus 14 Fakultäten:
- Fakultät für Philologie
- Fakultät für Recht
- Fakultät für Wirtschaft
- Fakultät für mechanische Mathematik
- Fakultät für Physik
- Fakultät für Chemie
- Fakultät für Sport
- Fakultät für Journalismus
- Fakultät für Geographie
- Fakultät für internationale Beziehungen
- Fakultät für Geschichte
- Fakultät für Biologie
- Fakultät für Orientalistik
- Fakultät für Philosophie und Politologie

## Campus
Der Campus der Al-Farabi-Universität befindet sich im Süden von Almaty direkt neben dem botanischen Garten und dem Esentai Park mit dem Esentai Tower. Das gesamte Gelände hat eine Fläche von 37.000 Quadratmetern. Eines der bekanntesten Gebäude auf dem Campus der Universität ist der Studentenpalast. Das Theater hat Platz für 1620 Menschen. Der Sportkomplex wurde 1987 eröffnet und zählt zu den besten Sportstätten einer Universität in Kasachstan. Weiterhin gibt es 16 Studentenwohnheime in unmittelbarer Umgebung.